# Kfar Masaryk
Kfar Masaryk (hebrejsky כְּפַר מַסָּרִיק‎, doslova „Masarykova vesnice“, v oficiálním přepisu do angličtiny Kefar Masaryk) je kibuc na severu Izraele, v Severním distriktu, v Oblastní radě Mate Ašer.

## Dějiny

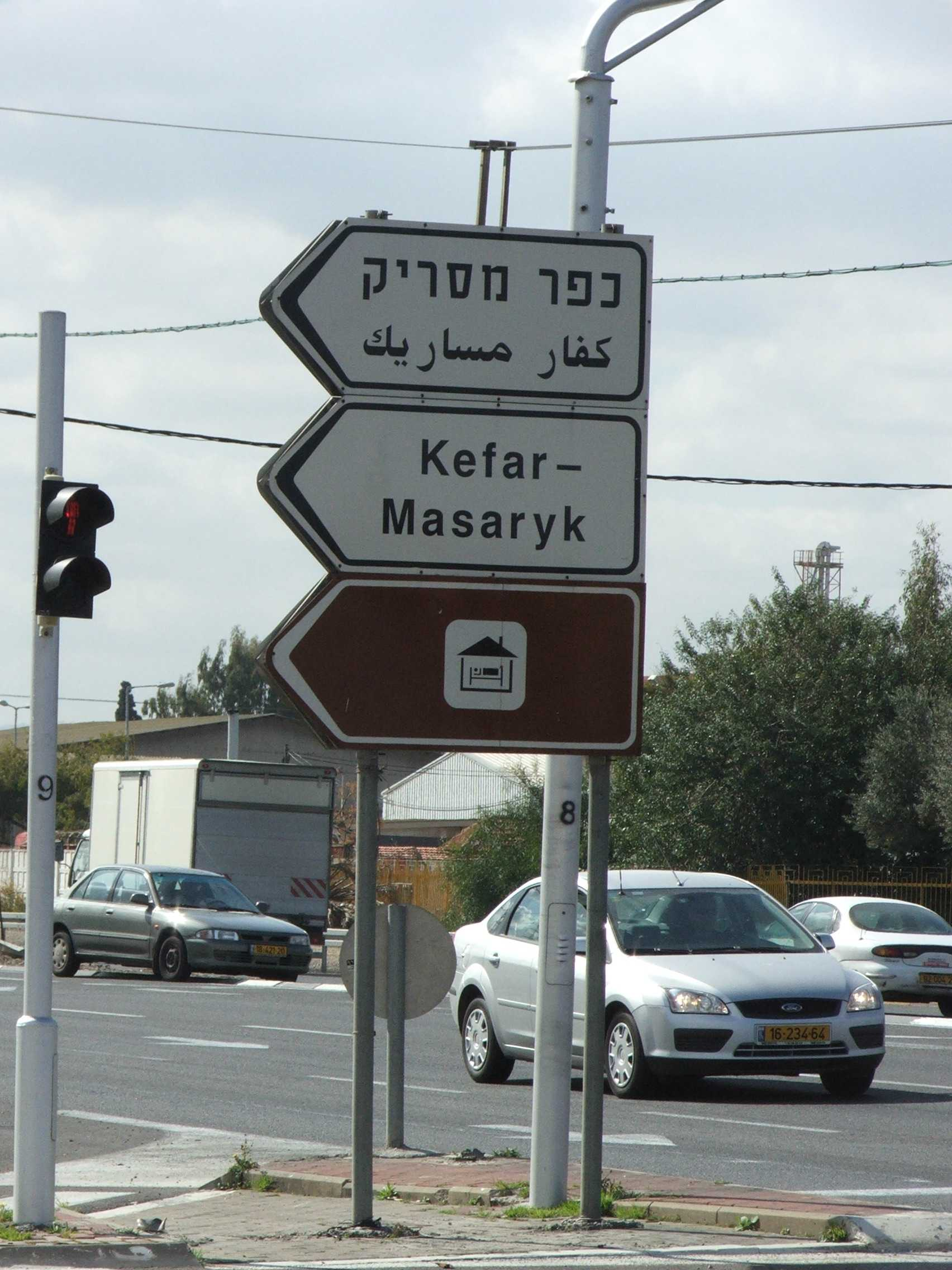
Silniční ukazatel v severní části aglomerace Haify

Kfar Masaryk byl založen v roce 1938. Šlo o opevněnou osadu typu Hradba a věž. Zakladateli kibucu byli židovští imigranti z Československa a Litvy, kteří se v roce 1932 usadili ve městě Petach Tikva. Následující rok založili kibuc Čecho-lita „česko-litevský“ a přesunuli jej do haifské čtvrti Bat Galim. V roce 1934 jej přesunuli do oblasti písečných dun poblíž města Kirjat Chajim a přejmenovali jej na Mišmar Zevulun (Strážci Zebulóna). V roce 1937 se spojili se skupinou polských imigrantů, kteří byli členy Hajocer.
Navzdory odporu Židovské agentury (ti jako důvod uváděli to, že písčitá půda není vhodná pro zemědělství) byl Mišmar Zevulun založen 29. listopadu 1938 jako v pořadí 29. osada typu „hradba a věž“. V roce 1940 došlo k přestěhování kibucu na jeho dnešní místo a k přejmenování na Kfar Masaryk. Své nynější jméno má po Tomáši Garrigue Masarykovi, prvním československém prezidentovi. V zakládací listině se konkrétně uvádí, že rozhodnutí přejmenovat kibuc po Masarykovi bylo učiněno „na znamení úcty k jeho osobnosti, jeho humanismu, k jeho boji za pravdu, za osvobození národů a z vděčnosti za jeho podporu svobody Izraele“. Během druhé světové války se objevila myšlenka zřídit v kibucu studijní institut T. G. Masaryka. V letech 1947 a 1948 na toto téma jednaly četné česko-izraelské delegace, až nakonec v roce 1948 československá (již komunistická) vláda na zřízení institutu finanční prostředky uvolnila. Stavba však začala až za dalších 40 let.
V prvních letech osadníci trpěli malárií, která se šířila z nedalekých močálů podél řeky Belus. Před vznikem státu Izrael byl Kfar Masaryk jedním z center židovských jednotek Hagana. Před rokem 1949 měl Kfar Masaryk 350 obyvatel a rozlohu katastrálního území 1 615 dunamů (1,615 kilometrů čtverečních). 29. listopadu 1984 došlo v kibucu ke zmizení vojačky Hadas Kedmy, jejíž tělo bylo objeveno po dvou týdnech (její vražda nebyla nikdy objasněna). V roce 1988 byl v den 70. výročí založení Československa v kibucu položen základní kámen kulturního a dokumentačního centra T. G. Masaryka.
Místní ekonomika je založena na zemědělství, průmyslu, turistickém ruchu a službách. Kibuc prošel privatizací. Udržuje si sice kolektivní životní styl, ale ekonomické vztahy ve vesnici již jsou řešeny individuálně.

## Geografie
Leží v nadmořské výšce 5 metrů v intenzivně zemědělsky využívaném a hustě osídleném Zebulunském údolí, v západní Galileji, cca 2 kilometry od břehů Středozemního moře (Haifský záliv). Na východním okraji vesnici obtéká vádí respektive řeka Belus, do které tu od východu přitéká vádí Nachal Chilazon. Na západ od vesnice se rozkládá dopravní koridor se silničním i železničním tahem a průmyslové areály. Bezprostředně při mořském břehu jsou pak torza původních písečných dun, které až do 1. poloviny 20. století tvořily zdejší pobřeží.
Obec se nachází 4 kilometry jihovýchodně od města Akko, cca 95 kilometrů severoseverovýchodně od centra Tel Avivu a cca 13 kilometrů severovýchodně od centra Haify. Kfar Masaryk obývají Židé, přičemž osídlení v tomto regionu je převážně židovské. Oblasti centrální Galileji, které obývají izraelští Arabové, začínají až dále k východu. Nedaleké město Akko ale má částečně arabskou populací.
Kfar Masaryk je na dopravní síť napojen pomocí severojižní tepny dálnice číslo 4. Tu by ovšem měla na průchodu aglomerací Haify nahradit budovaná dálnice číslo 22, která má spojit centrum Haify se severními předměstími Krajot. Čtyřkilometrový úsek od Haifského přístavu k ústí řeky Kišon byl dokončen roku 2005, zbývajících 15 kilometrů ještě zbývá dostavět. Již v roce 2009 ale byly stavební práce zadány na základě výběrového řízení firmě Šafir. Nový úsek dálnice číslo 22 má na původní dálnice číslo 4 vyústit jižně od Kfar Masaryk. Prochází tudy i železniční trať z Haify do města Naharija. Ta zde ale nemá zastávku (nejbližší je v Akku).

## Demografie
Obyvatelstvo kibucu Kfar Masaryk je sekulární. Podle údajů z roku 2014 tvořili naprostou většinu obyvatel v Kfar Masaryk Židé (včetně statistické kategorie „ostatní“, která zahrnuje nearabské obyvatele židovského původu ale bez formální příslušnosti k židovskému náboženství).
Jde o menší sídlo vesnického typu s dlouhodobě stagnující populací. K 31. prosinci 2014 zde žilo 761 lidí. Během roku 2014 populace stoupla o 4,2 %.
| Rok            | 1948 | 1961 | 1972 | 1983 | 1995 | 2001 | 2003 | 2004 | 2005 | 2006 | 2007 | 2008 | 2009 | 2010 | 2011 | 2012 | 2013 | 2014 |
| -------------- | ---- | ---- | ---- | ---- | ---- | ---- | ---- | ---- | ---- | ---- | ---- | ---- | ---- | ---- | ---- | ---- | ---- | ---- |
| Počet obyvatel | 448  | 446  | 639  | 707  | 601  | 598  | 584  | 597  | 605  | 598  | 579  | 563  | 692  | 705  | 719  | 723  | 730  | 761  |

## Poštovní známky
V roce 2021 vyšla současně v Česku i Izraeli poštovní známka připomínající Masarykův kibuc.